# Зброя Півдня
«Зброя півдня» (англ. The Guns of the South) — роман про альтернативну історію, дія якого розгортається під час Громадянської війни в Америці Гаррі Тертледова. Він вийшов у США 22 вересня 1992 року.
Історія розповідає про групу мандрівників у часі членів Африканерський Рух Опору (AWB) з уявної Південної Африки ХХІ століття, які постачають армії Роберта Едварда Лі з Північної Вірджинії автомати AK-47 та інші передові технології, ліки та інформацію. Їхнє втручання призвело до перемоги Конфедерації у війні. Однак згодом члени AWB виявляють, що їхні ідеї щодо Конфедеративних Штатів і Лі не збігаються, як вони вважали, і що генерал і люди Півдня жорстоко сваряться з білими расистами з майбутнього.

## Сюжет

### Зміна громадянської війни
У січні 1864 року Конфедерація знаходиться на межі програшу в громадянській війні проти Сполучених Штатів. До штабу армії Північної Вірджинії, генерала Конфедерації Роберта Е. Лі, підходять чоловіки з дивним акцентом і в дивному плямистому одязі. Вони демонструють гвинтівку, яка значно перевершує всю іншу вогнепальну зброю того часу, працює на хімічних та інженерних принципах, невідомих військовим інженерам Конфедерації. Вони пропонують постачати армії Конфедерації гвинтівки, які вони називають AK-47. Чоловіки, які називають свою організацію «America Will Break» (або «AWB»), створюють базу в Рівінгтоні в окрузі Неш, штат Північна Кароліна, а також офіси в столиці Конфедерації Річмонді, штат Вірджинія.
AWB продовжує пропонувати Конфедерації незрозумілі дані та технології, включаючи таблетки нітрогліцерину для лікування серцевого захворювання Лі. Нарешті Лі запитує їхнього лідера Андріса Роуді, який надає Лі частково правдиве пояснення. Чоловіки AWB — африканерські неонацистські ультранаціоналісти з Південної Африки після апартеїду, які повернулися на 150 років назад, починаючи з 2014 року, щоб змінити результат громадянської війни. Новачки стверджують, що перевага білих не збереглася до сучасної епохи і що чорні маргіналізували білих. Лі сказали, що президент Авраам Лінкольн діятиме як злісний тиран під час свого другого терміну, а його наступник, Таддеус Стівенс, продовжить свою роботу, щоб гарантувати, що чорні стануть домінуючою політичною фракцією в колишній Конфедерації, оскільки їх кількість переважає білих у багатьох регіонах області. AWB каже, що чорні захоплять інші країни, включно зі Сполученим Королівством.
Чоловіки AWB навчають солдат користуватися новою зброєю та видавати боєприпаси. Завдяки зброї AWB і певній прямій військовій допомозі африканерів, які мандрують у часі, армія Північної Вірджинії витісняє війська генерала Союзу Улісса С. Гранта з Вірджинії. Під час раптової нічної атаки вони захоплюють Вашингтон, тим самим закінчуючи громадянську війну. Лінкольн відмовляється тікати зі столиці під час їх наступу та з'являється на галявині біля Білого дому, де звертається до ворогів перед тим, як особисто здатися Лі. Велика Британія та Франція визнають Конфедерацію, і Лінкольн змушений визнати перемогу Конфедерації.

### Події після перемоги Конфедерації

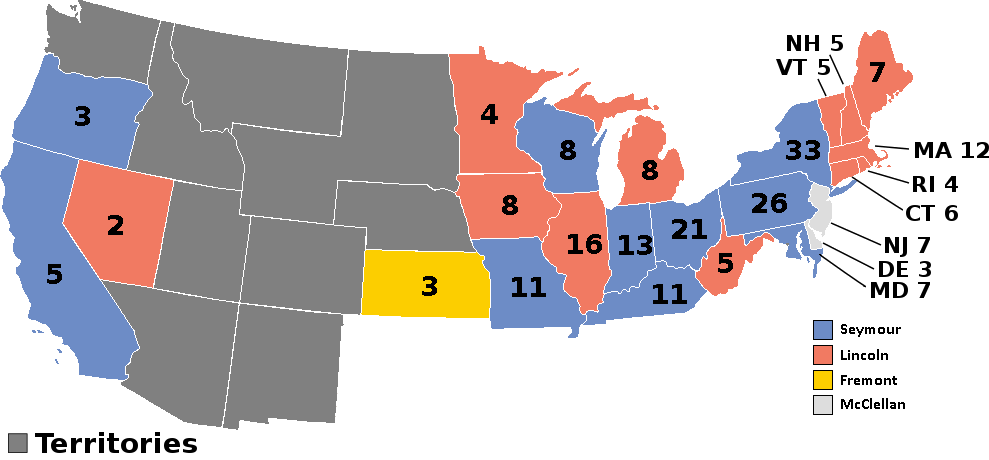
Результати виборів президента США 1864 року в романі. Сині штати виграли Сеймур/Валландігем, червоні штати виграли Лінкольн/Гемлін, світло-сірі штати виграли МакКлеллан/Еверетт, жовті штати виграли Фремонт/Джонсон, а темно-сірий колір представляє території США

Обидві сторони проводять офіційні мирні переговори в Річмонді, за участю Лі як одного з уповноважених, щоб врегулювати територіальні суперечки та вимоги Конфедерації щодо відшкодування. Водночас поразка Союзу у війні призвела до розколу на чотири сторони на президентських виборах 1864 року, коли Лінкольн програв губернатору Нью-Йорка Гораціо Сеймуру. Після того, як результати виборів ухвалено, Союз неохоче погоджується виплатити 90 мільйонів доларів золотом (понад 1,4 мільярда доларів у 2019 році) як репарації; Конфедерація, у свою чергу, відмовляється від будь-яких претензій на Меріленд і Західну Вірджинію. За пропозицією Лі прикордонні штати Кентуккі та Міссурі проводять вибори, щоб визначити їхній статус; Кентуккі приєднується до Конфедерації, а Міссурі залишається в Союзі.
Багато рабів Конфедерації, звільнених Союзом під час війни, які служили в армії Союзу, продовжують воювати проти сил Конфедерації ще довго після того, як Союз формально капітулює. Це лякає багатьох білих Конфедерації та обурює війська, яким доручено боротися з ними, особливо Натана Бедфорда Форреста та його людей. Лі, який і без того сумнівався щодо рабства та поважав мужність кольорових військ Сполучених Штатів під час війни, переконується, що продовжувати поневолювати темношкірих є як морально неправильно, так і зрештою нездійсненним. Незважаючи на погрози з боку Роуді та AWB, Лі не докладає зусиль, щоб приховати свої погляди.

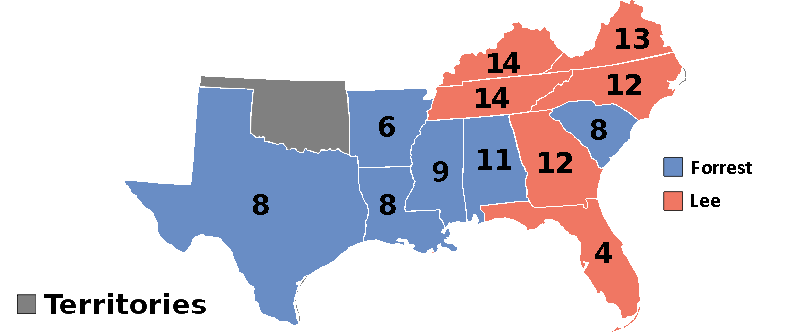
Результати виборів Президента Конфедеративних Штатів 1867 року в романі. Червоний позначає штати, виграні Лі/Брауном, синій позначає ті, які виграли Форрест/Вігфол, а темно-сірий означає індіанську територію

За наполяганням і повною підтримкою Джефферсона Девіса, який не може бути переобраний згідно з Конституцією Конфедеративних Штатів після шестирічного терміну, Лі балотується в президенти на президентських виборах у Конфедеративних Штатах 1867 року, виступаючи за скасування рабства. Люди Рівінгтона підтримують кандидатуру Патріотичної партії за рабство генерала Натана Бедфорда Форреста та сенатора Луїса Вігфолла від Техасу, вкладаючи свої значні ресурси в кампанію Форреста. Лі здобуває перемогу з невеликим відривом, перемігши Форреста з рахунком 69-50 у Колегії вибірників і набравши 32 000 голосів із 963 437 голосів. Після програшу Форрест визнає поразку.

### Зрада AWB
Невдовзі після виборів Лі отримує історичну книгу, яку вкрали у Рівінгтона у колишнього солдата Конфедерації, яка розповідає про Громадянську війну та початковий результат, який мав статися без втручання AWB. Розлючений брехнею, яку Роуді розповів йому про майбутнє, Лі протистоїть лідеру AWB, використовуючи книгу сучасної історії як доказ нечесності Роуді, і порівнює його фанатизм із фанатизмом Джона Брауна. Зіткнувшись зі звинуваченнями, Роуді обіцяє показати Лі справжній вигляд AWB.
Під час інавгурації Лі 4 березня 1868 року люди з AWB намагаються вбити його за допомогою Узі, в результаті чого загинули дружина Лі, Мері, віце-президент Браун, різні сановники та генерали, а також багато цивільних. Після запеклої битви сили поліції захопили офіси AWB у Річмонді. Лі потрапляє в фортецю, щоб знайти нові технічні дива (такі як флуоресцентні лампочки та кондиціонери), книги, які документують зростання маргіналізації расизму з 1865 року доХХІ століття, а також зусилля, докладені для покращення міжрасових відносин. Лі показує книги Конгресу Конфедерації в надії, що майже загальне засудження рабства та расизму в майбутньому переконає їх проголосувати за його план поступового скасування.
Сили Конфедерації облягають Рівінгтон і вступають у бій з AWB, який використовує сучасну зброю, таку як кулемети з ремінним живленням, снайперські гвинтівки, міномети, колючий дріт і наземні міни, щоб завдати значних втрат силам Конфедерації. Зрештою, піхота Конфедерації знищила машину часу AWB під час боїв і захопила місто після того, як прорвала оборону AWB. Ті вцілілі чоловіки AWB, які не змогли втекти назад у свій час, втрачають надію та здаються.
У Річмонді Конгрес Конфедерації з невеликим відривом ухвалив законопроект президента Лі про поступову емансипацію. Фармацевти скопіювали пігулки нітрогліцерину, привезені AWB, і Лі сподівається з їх допомогою дожити до наслідків свого плану емансипації. Декілька африканерів, які залишилися на мілині, погоджуються допомогти Конфедерації відтворити їхню технологію ХХІ століття, щоб Лі міг протистояти Союзу як копіями АК-47, так і більшою промисловою потужністю. Хоча Конфедерація зберігає суворий нейтралітет у війні, яку Союз розпочав з Британською імперією, вторгшись у Канаду, Лі побоюється, що Союз пізніше може спробувати війну помсти проти Конфедерації. Він впевнений, що Конфедерація, однак, залишатиметься найбільш технологічно розвинутою країною у світі ще багато десятиліть.

## Рецепція
Kirkus дав позитивну рецензію, сказавши: «Читачі, які бажають підморгнути подорожі в часі, знайдуть добре досліджену та добре написану розповідь про націю, яка не відбулася. Грамотні реби читатимуть її знову і знову і знову».

## Нагорода
У 1993 році книга отримала премію Джона Естена Кука за південну фантастику.